# Avial Airlines
Avial Airlines (En ruso: АБИАЛ АБИАКОМПАНИЯ), también llamada Avial NV (АБИАЛ НБ), fue una aerolínea rusa con base en la capital del país, Moscú. Operaba vuelos chárter de pasajeros y carga a lo largo de Rusia, países de la CEI y el Medio oriente. Su aeropuerto base era el Aeropuerto Internacional de Moscú-Domodédovo. La aerolínea cesó operaciones en 2010 por deudas que superaban un millón de rublos, y en 2011 le fue revocada la licencia de operador aéreo.

## Historia
La aerolínea se fundó originalmente en 1991 como Avial Aircompany. En 1997 la licencia de la aerolínea fue revocada debido a fallas en los aviones. En el 2000, Yevgeny Viktorovich Rybyakov compró la compañía y la revivió hasta 2011, cuando debido a cuantiosas deudas causadas por el alza en los precios del combustible hicieron que la aerolínea cesara operaciones por última vez.

## Flota
Durante toda su historia la aerolínea operó un total de 26 aeronaves, que se dividen en:
- 22 Antonov An-12

- 2 Antonov An-26

- 1 Ilyushin Il-76TD (Arrendado a Gromov Air)

- 1 Tupolev Tu-154B